# Río Gladio
El Gladio es un río ficticio que forma parte del legendarium creado por el escritor británico J. R. R. Tolkien. Es el afluente del río Anduin, ubicado más al norte de su curso medio. Nace en las Montañas Nubladas y las tierras que circundan la confluencia reciben el nombre de Campos Gladios (o Loeg Ningloron en sindarin), lugar que «en los Días Antiguos, cuando los elfos silvanos se asentaron allí por primera vez, era un lago formado en una profunda depresión en la que el Anduin vertía sus aguas desde el Norte». En la confluencia con el Anduin fue donde se produjo el ataque a la compañía del rey Isildur de Arnor y donde este recibió la muerte de manos de los orcos cuando la pérdida del Anillo Único lo hizo visible para ellos.

## Etimología
El río Gladio es llamado también Sîr Ninglor: «río de los lirios dorados» compuesto por:
- Sîr («río»), raíz SIR.
- Ninglor «lirio dorado», palabra formada probablemente por el adjetivo nîn («húmedo») o nin-, plural de nen («agua»)
- glaur o glor, raíz (G) LÁWAR.

Su nombre deriva de las gran cantidad de lirios dorados que bordean su cauce y en los pantanos que se producen en su unión con el Anduin.